# Parafia św. Józefa Oblubieńca w Kierlikówce
Parafia św. Józefa Oblubieńca w Kierlikówce – parafia rzymskokatolicka, znajdująca się w diecezji tarnowskiej, w dekanacie Lipnica Murowana.